# 天主教康塞普西翁教區 (阿根廷)
天主教康塞普西翁教區（拉丁語：Dioecesis Sanctissimae Conceptionis in Argentina）是阿根廷一個羅馬天主教教區，屬圖庫曼總教區。
教區於1963年8月12日成立，管轄圖庫曼省八市，2006年時有291,600名教友（佔轄區總人口91.1%）、十九個堂區和卅六名司鐸。
現任教區主教為若瑟·梅利通·查韋斯，榮休主教為赫門·若瑟·瑪利亞·羅西。